# Зверобой оттянутый
Зверобо́й оття́нутый (лат. Hypericum attenuatum) — многолетнее травянистое растение, вид рода Зверобой (Hypericum) семейства Зверобойных (Hypericaceae).

## Ботаническое описание
Стебли многочисленные, прямые, округлые, имеется 2 более-менее заметных ребра. Высота стебля 10—35 (до 45) см. Желёзки редкие, чёрные, присутствуют в виде точек и чёрточек.
Листья сидячие, расположены напротив друг друга, овальной или продолговато-овальной формы, длиной 2—3,5 см и шириной 0,6—1 см, тупые.
Цветки как правило, немногочисленные, однако могут быть многочисленными и очень редко одиночными. Соцветие — щитковидная метёлка длиной 2—9 (до 17) см и шириной 2—4 (до 8) см. Прицветники продолговато-овальной формы, длиной 5 мм, на краях расположены чёрные железистые точки. Чашечка глубоко раздельная, короче венчика в 2 раза. Чашелистники продлговато-овальной формы, длиной 4—4,5 мм и шириной 1,5 мм, острые, края цельные. Лепестки бледно-жёлтого цвета, продолговато-обратнояйцевидной формы, длина 0,9—1 см, ширина 0,4 см, тупые, по краям и вверху с немногочисленными точечными желёзками. Завязь яйцевидной формы, коричневого цвета, длина 2,5 мм. Столбиков 3, свободные, по длине почти сходны с завязью. Коробочка яйцевидной или продолговато-яйцевидной формы, коническая, длиной 4 мм и шириной 2 мм, коричневого цвета, с мелкими бороздками. Семена мелкие, продолговатые, мелко ячеистые, светло-коричневого цвета. Цветение длится с июля по сентябрь.

## Значение и применение
Хороший медонос и пыльценос. Нектарная ткань хорошо выражена в основании завязи. При обильном выделении нектара пчёлы собирают товарный мёд. Цветы активно посещаются пчёлами и другими насекомыми. В утренние часы они собирают в основном пыльцу, а в дневные нектар. Проведённый анализ в Черниговском районе Приморского края в 1989 году показал привесы контрольного улья в местах обильного произрастания 2,5 кг мёда и пыльцы в день. Масса пыльников одного цветка 2,2—3,3 мг, а пыльцепродуктивность 0,7—1,1 мг. Пыльца бледно-жёлтая, мелкая.
Зверобой оттянутый — лечебное растение. В лечебных целях человеком используются стебли, листья и цветки этого растения. Содержит антрахион гиперицин и дубильные вещества.
Отвар из травы используется в народной медицине в качестве лекарства, которое снимает головную боль и головокружение, излечивает мочекаменную болезнь, эклампсию, кровавую рвоту, маточные кровотечения, боли в суставах, невралгию, мастит, ревматизм, стимулирует выделение молока во время лактации. Свежую траву зверобоя продырявленного измельчают и используют для остановки кровотечений и для снятия фурункулов.

## Распространение и экология
Зверобой оттянутый распространён в Азии — азиатской части России, Монголии, Китае, Корее.
Произрастает на полях, степях, сухих степных горных склонах, в лесах, возле посевов или непосредственно среди них и в прибрежных районах.

## Классификация
Вид Зверобой оттянутый входит в рода Зверобой (Hypericum) семейство Зверобойные (Hypericaceae).
|  |                  |  |                     |                          |                          |  | ещё 164 порядка покрытосеменных (согласно Системе APG II) | ещё 164 порядка покрытосеменных (согласно Системе APG II) |                                           |  |  |  | ещё 9 родов        | ещё 9 родов            |  |  |
|  |                  |  |                     |                          |                          |  | ещё 164 порядка покрытосеменных (согласно Системе APG II) | ещё 164 порядка покрытосеменных (согласно Системе APG II) |                                           |  |  |  | ещё 9 родов        | ещё 9 родов            |  |  |
|  |                  |  |                     | отдел Цветковые растения |                          |  |                                                           |                                                           | семейство Зверобойные                     |  |  |  |                    | вид Зверобой оттянутый |  |  |
|  |                  |  |                     | отдел Цветковые растения |                          |  |                                                           |                                                           | семейство Зверобойные                     |  |  |  |                    | вид Зверобой оттянутый |  |  |
|  | царство Растения |  |                     |                          | порядок Мальпигиецветные |  |                                                           |                                                           | род Зверобой                              |  |  |  |                    |                        |  |  |
|  | царство Растения |  |                     |                          |                          |  |                                                           |                                                           |                                           |  |  |  |                    |                        |  |  |
|  |                  |  | ещё около 21 отдела | ещё около 21 отдела      |                          |  |                                                           | ещё 36 семейств (согласно Системе APG II)                 | ещё 36 семейств (согласно Системе APG II) |  |  |  | ещё около 60 видов |                        |  |  |
|  |                  |  |                     | ещё около 21 отдела      |                          |  |                                                           |                                                           | ещё 36 семейств (согласно Системе APG II) |  |  |  |                    |                        |  |  |